# Červený Újezd

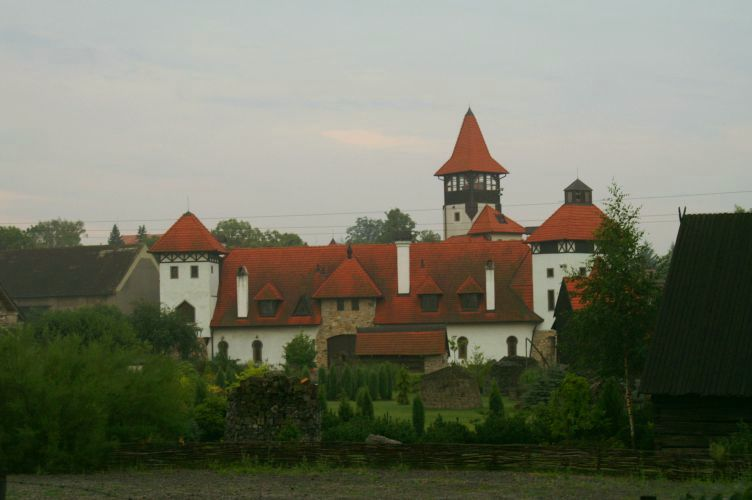
"Burg Červený Újezd"

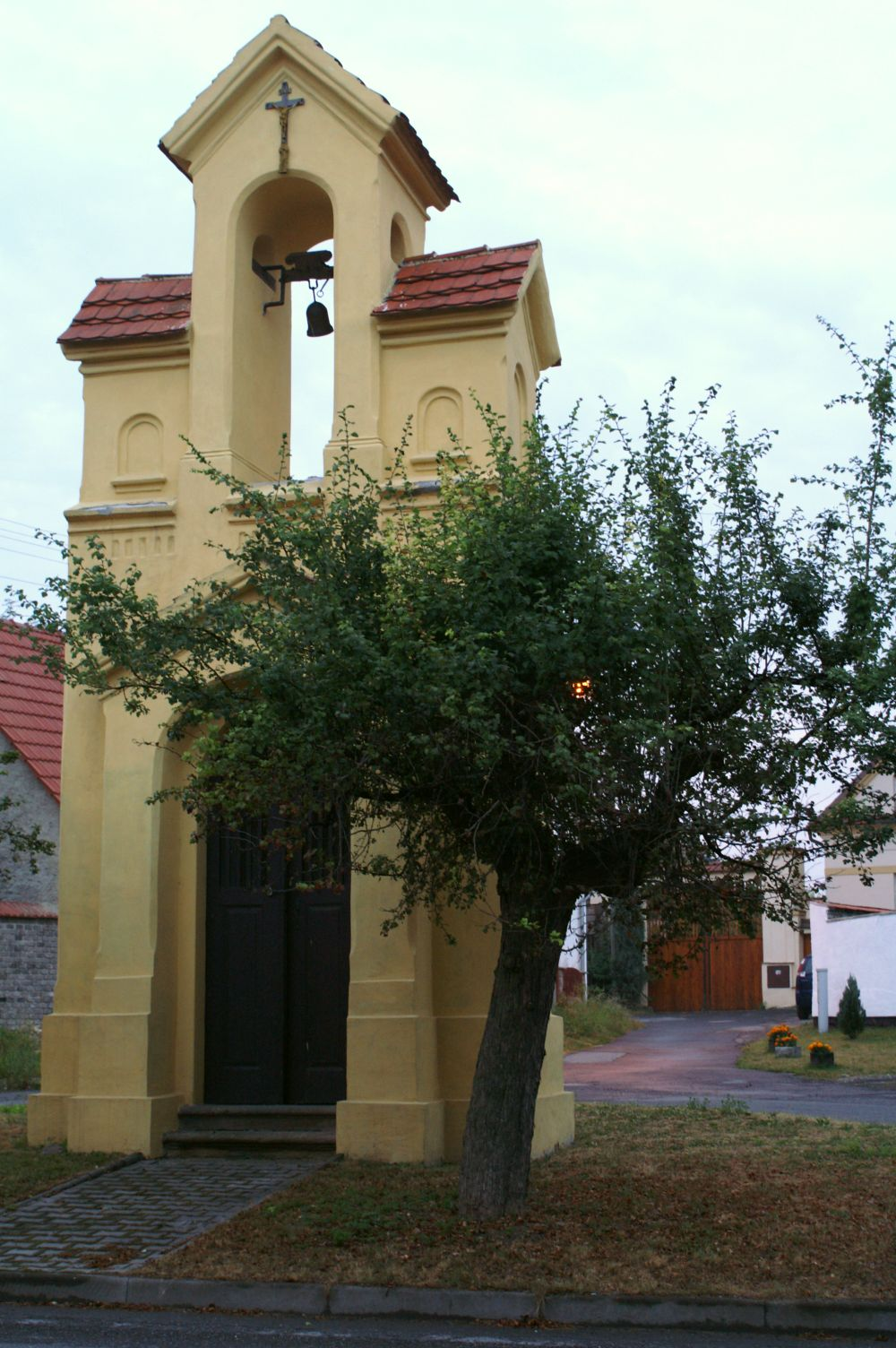
Kapelle in Červený Újezd

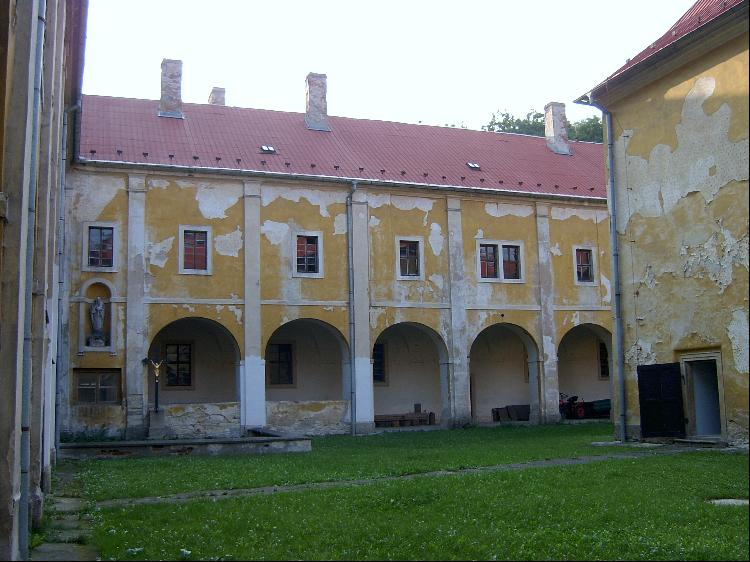
Kloster Hájek, Innenhof

Červený Újezd (deutsch Rotaujest, früher Roth-Augezd) ist eine Gemeinde in Tschechien. Sie liegt 18 Kilometer westlich des Stadtzentrums von Prag und gehört zum Okres Praha-západ.

## Geographie
Červený Újezd befindet sich auf der Hostivická tabule (Hostiwitzer Tafel). Im nördlichen Teil des Dorfes entspringt der Bach Rymáňský potok. Südwestlich erheben sich der Karabinský vrch (440 m n.m.) und der Prostřední vrch (394 m n.m.) sowie im Westen der Rymáňský vrch (392 m n.m.). Durch den Ort führt die Staatsstraße II/101 zwischen Unhošť und Rudná. Westlich erstreckt sich der Naturpark Povodí Kačáku.
Nachbarorte sind Pavlov und Na Dolíku im Norden, Hostouň, Dobrovíz und Jeneč im Nordosten, Litovice, Hájek, Břve und Chýně im Osten, Chrášťany und Rudná im Südosten, Ptice im Süden, U Svárova und Svárov im Südwesten, Rymáň, Na Štokách und Nouzov im Westen sowie Unhošť im Nordwesten.

## Geschichte
Die erste schriftliche Erwähnung von Újezdec erfolgte im Jahre 1318 als Sitz der Vladike von Újezdec. Der Ort bestand ursprünglich aus zwei Ansiedlungen; das Dorf mit dem Meierhof und größeren Bauernhöfen lag in der Quellmulde des Rymáňský potok, südlich davon befand sich auf einer von kleineren Häusern umgebenen Kuppe die Feste Červený Újezd. Im Jahre 1525 kaufte Jan Žďárský von Žďár, ein Sohn des Gothard Florian Žďárský von Žďár auf Tachlovice, das Gut Újezdec mit dem Dorf Újezdec und den wüsten Dörfern Svárov und Rymáň. Er verwaltete für seinen Vater auch das Gut Tachlovice und machte die als Červený Újezd bezeichnete Feste neben Tachlovice zu seinem Sitz. Ihm folgte sein gleichnamiger Sohn, der mit Katharina von Škowrad verheiratet war. 1598 wurde der gemeinsame Sohn Franz Theoderich geboren; im Dezember desselben Jahres verunglückte Jan Žďárský von Žďár auf Roth-Augezd und Tachlowitz während eines nächtlichen Rittes von der Feste Červený Újezd zur Kirche in Svárov bei einem Sturz vom Pferd tödlich. Nachfolgende Besitzer waren Gothard Florian Žďárský von Žďár auf Roth-Augezd, Genč und Hostiwitz († 1604), anschließend Franz Theoderich Graf Zdiarsky von Saar, in der Mitte des 17. Jahrhunderts Katharina Zdiarsky von Saar und ab 1662 Franz Adam Euseb Zdiarsky Reichsgraf von Saar, der außer Roth-Augezd und Tachlowitz auch die Güter Gettersdorf, Witschitz und Kladno besaß. Mit dessen Tode erlosch 1670 die männliche Linie der Reichsgrafen von Saar, seine Güter fielen gemeinschaftlich den fünf Töchtern zu. Johanna Barbara Caretto di Millesimo, geborene Zdiarsky von Saar, verkaufte 1697 das Gut Roth-Augezd an Karl Joachim von Bredau, der im Jahr zuvor von ihr bereits die Güter Tachlowitz und Hostiwitz erworben hatte. Karl Joachim von Bredau kaufte noch weitere Güter hinzu und vereinigte diese zur Herrschaft Tachlowitz. Seine Erben verkauften die Herrschaft 1732 an Anna Maria Franziska von Sachsen-Lauenburg. 1741 erbte deren Tochter Maria Anna Carolina den Besitz; 1751 folgte ihr Sohn Herzog Clemens Franz und nach dessen Tode im Jahre 1770 Kurfürst Maximilian III. Joseph von Bayern. Da der Kurfürst kinderlos blieb, erbte 1777 Herzog Karl August von Zweibrücken die Herrschaft. Dieser verkaufte sie 1784 an Christian August zu Waldeck, Pyrmont und Rappoldstein als nicht landtäflischen Naturalbesitz, der ihm 1790 vertragsgemäß wieder zufiel. 1795 erbte sein Bruder Maximilian Joseph die Herrschaft. Er trat sie 1805 im Zuge seiner Krönung zum ersten König des Königreichs Bayern zusammen mit allen anderen Zweibrückschen Herrschaften in Böhmen (Herrschaften Politz, Reichstadt, Ploschkowitz, Buschtiehrad, Schlackenwerth, Kronporitschen, Katzow und Swoleniowes mit den Lehnhöfen Stareschowsky und Zichowsky) per Staatsvertrag an Erzherzog Ferdinand ab. 1824 erbte dessen Sohn Großherzog Leopold II. von Toskana den Besitz.
Im Jahre 1844 bestand das im Rakonitzer Kreis gelegene Dorf Roth-Augezd bzw. Čerwený Augezd aus 79 Häusern mit 589 Einwohnern, darunter einer jüdischen Familie. Im Ort gab es eine obrigkeitliche Beamtenwohnung, einen dominikalen Meierhof mit Schäferei sowie ein Wirtshaus. Abseits lagen der obrigkeitliche Meierhof Riman (Rymáň) mit einer Schäferei sowie die Einschicht Waldel (Hájek) mit einem Franziskanerkloster, einer Loretokapelle und einem Wirtshaus. Pfarrort war Swarow. Bis zur Mitte des 19. Jahrhunderts blieb Roth-Augezd der Herrschaft Tachlowitz untertänig. Amtssitz war Groß-Jentsch.
Nach der Aufhebung der Patrimonialherrschaften bildete Červený Oujezd / Roth Augezd ab 1850 eine
Gemeinde im Gerichtsbezirk Unhošť. 1857 wurde die Kladno-Nučicer Montanbahn errichtet; sie führte östlich und südlich an Červený Oujezd sowie nördlich und westlich an Chaloupky vorbei. 1868 wurde die Gemeinde dem Bezirk Smichow zugeordnet, ab 1893 gehörte sie zum neugebildeten Bezirk Kladno. Seit 1924 führt die Gemeinde den Namen Červený Újezd.
Ende 1968 erfolgte die Stilllegung des Streckenabschnittes der Montanbahn zwischen dem Abzweig Max und Hořelice, wenig später wurden die Gleisanlagen rückgebaut. Am 1. Juli 1974 wurde die Gemeinde vom Okres Kladno in den Okres Praha-západ umgegliedert. Seit 1999 führt Červený Újezd ein Wappen und Banner. Im Jahre 2009 lebten in den 360 Häusern der Gemeinde 1012 Personen.

## Gemeindegliederung
Für die Gemeinde Červený Újezd sind keine Ortsteile ausgewiesen. Grundsiedlungseinheiten sind Červený Újezd, Hájek (Waldl) und U Svárova. Zu Červený Újezd gehört außerdem die Ortslage Chaloupky.

## Sehenswürdigkeiten
- Kapelle in Červený Újezd
- Kloster Hájek, das Franziskanerkloster wurde 1673 durch Franz Adam Euseb Zdiarsky Reichsgraf von Saar neben einer von seinem Vater Florian Theoderich Graf von Saar im Jahre 1623 erbauten Loretokapelle gestiftet. Die Loretokapelle ist Ausgangspunkt des bis zum Prager Loreto führenden Loretoweges.
- Burg Červený Újezd, der einem Rittersitz nachempfundene historisierende Bau mit Elementen verschiedener Baustile von der Gotik bis zum Barock und Klassizismus wurde in den Jahren 2001 und 2002 durch Pavel Orna auf den Feldern neben dem ehemaligen Meierhof erbaut. In ihr befinden sich ein Museum des böhmischen ländlichen Raums und die Gaststätte Krčma im mittelalterlichen Ambiente mit Übernachtungsmöglichkeit. Umgeben wird er von einem Botanischen Garten und Freilichtmuseum. Mit der erloschenen Feste Červený Újezd, die auf dem Hügel in Chaloupky gestanden war, besteht kein historischer Zusammenhang.
- Kreuz an der Straße nach Svárov mit der Jahreszahl 1598, es erinnert an den tödlichen Unfall von Jan Žďárský von Žďár.